# Mike Maignan
Pour les articles homonymes, voir Maignan.
Mike Maignan, surnommé « Magic Mike » ou « l'Aigle », né le 3 juillet 1995 à Cayenne, en Guyane, est un footballeur international français qui joue au poste de gardien de but à l'AC Milan.
Mike Maignan grandit en région parisienne et est formé au Paris Saint-Germain. Il débute finalement sa carrière professionnelle au LOSC Lille qu'il rejoint en août 2015. Devenu titulaire deux ans après son arrivée au club, il est élu meilleur gardien du championnat en 2018-2019 après la deuxième place du LOSC. Avec les Nordistes, il dispute ses premiers matchs sur la scène européenne et est sacré champion de France en 2020-2021, après avoir disputé l'intégralité des trente-huit rencontres de la saison.
Il est ensuite recruté par l'AC Milan club avec lequel il remporte le championnat d'Italie pour sa première saison à l'étranger, au cours de la saison 2021-2022. Joueur cadre des Rossoneri, il est désigné meilleur gardien du championnat et fait également partie de l'équipe-type de la saison.
À l'échelle internationale, Mike Maignan fait ses débuts en équipe de France en 2020, après avoir honoré des sélections dans toutes les catégories d'âge. Remplaçant lors de l'Euro 2020 et de la phase finale de Ligue des nations 2021 que les bleus remportent, il déclare forfait pour la Coupe du monde 2022 puis devient le gardien titulaire des Bleus à la suite de la retraite internationale de Hugo Lloris et de Steve Mandanda en 2023. Il est nommé meilleur gardien de l'Euro 2024.

## Biographie

### Formation au Paris SG
Né à Cayenne, fils de Yolène Maignan, Haïtienne née à Aquin, Mike Peterson Maignan quitte la Guyane pour rejoindre la France hexagonale et acquiert la nationalité française le 20 décembre 2001, par l'effet collectif attaché à la naturalisation de sa mère.
Il fait ses débuts dans le football comme joueur de champ au Villiers-le-Bel JS, en banlieue parisienne. Il rejoint le Paris Saint-Germain en 2009 mais en tant que gardien de but, poste qu'il avait découvert en poussins pour dépanner, mais auquel on l'a fixé en raison de ses qualités. En juillet 2010, il remporte la Coupe nationale des Ligues U15 avec la Ligue de Paris-Île-de-France. Le 4 juin 2013, il signe son premier contrat professionnel. Le 9 juillet suivant, il remplace Nicolas Douchez lors d'un match de préparation en Autriche.

### LOSC Lille

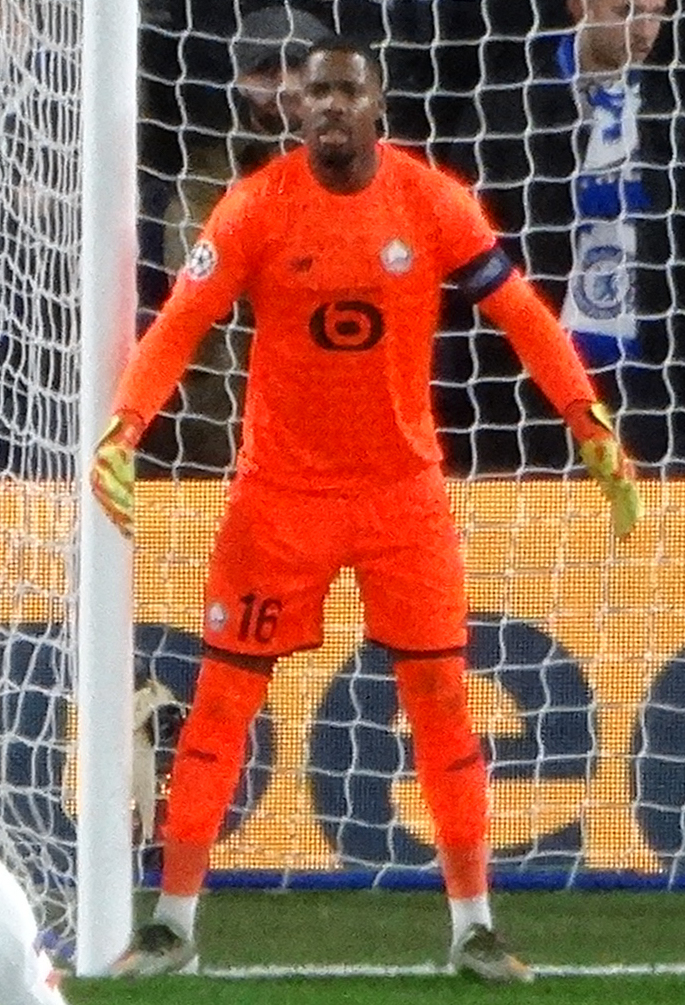
Mike Maignan avec Lille, en 2019, lors d'un match de Ligue des champions contre Chelsea.

Après plus de six saisons dans le centre de formation parisien, il rejoint le LOSC Lille en tant que gardien numéro deux. Il joue son premier match professionnel le 18 septembre 2015 en entrant en jeu à la suite de l'expulsion de Vincent Enyeama lors d'une rencontre de Ligue 1 contre le Stade rennais. Dès son entrée en jeu, il arrête un penalty frappé par Paul-Georges Ntep.
Lors de la saison 2016-2017, Maignan prend part à une douzaine de rencontres toutes compétitions confondues, dont cinq en coupes nationales. Durant cette année de transition pour le club, il croise deux présidents (Michel Seydoux et Gérard Lopez) et trois entraîneurs (Frédéric Antonetti, Patrick Collot et Franck Passi).
En 2017-2018, il devient le gardien numéro un de l'équipe entrainée par Marcelo Bielsa. Lors de la deuxième journée de championnat contre Strasbourg, Maignan est expulsé pour une faute par derrière en lançant le ballon dans la tête de son adversaire. Alors que le LOSC a déjà effectué ses trois changements, il oblige ses coéquipiers Nicolas de Préville et Ibrahim Amadou à évoluer successivement dans les buts pendant près de 30 minutes (défaite 3-0, alors que le score était de 0-0 avant son expulsion).
Maignan dispute l'intégralité des trente-huit journées de championnat lors de la saison 2018-2019. Il garde sa cage inviolée à dix-sept reprises (championnat et Coupe de France confondus) et repousse trois penalties. Le jeune gardien de but remporte le trophée UNFP du meilleur gardien cette saison-là.
Titulaire indiscutable en 2019-2020, il découvre la Ligue des champions, ne laissant que les matchs de coupe de la Ligue à sa nouvelle doublure Léo Jardim.
Il est sacré champion de France en 2021 après avoir été titulaire dans les buts pour chacune des rencontres du championnat de France. Il dispute également l'intégralité des matchs de Ligue Europa, le LOSC terminant deuxième de sa poule en ayant notamment battu l'AC Milan à San Siro sur le score de trois buts à zéro puis s'inclinant face à l'Ajax Amsterdam en seizièmes de finale.

### AC Milan
À l'intersaison 2021, Mike Maignan quitte le LOSC et s'engage jusqu'en 2026 en Italie avec l'AC Milan; le transfert est estimé aux alentours de 15 millions d'euros.
Il fait ses débuts avec les Rossoneri le 24 août 2021 contre la Sampdoria pour le compte de la première journée de Serie A et se fait déjà remarquer par sa prestation, encensé par son entraîneur Stefano Pioli et même par les médias nationaux (Corriere dello Sport et Gazetta dello Sport). Le 13 février 2022, il délivre une passe décisive à Rafael Leão, son ancien coéquipier à Lille, lors d'une victoire un but à zéro contre la Sampdoria, devenant la première réalisée par un gardien de l'AC Milan dans le championnat d'Italie depuis la légende du club Dida en 2006. À la fin de la saison, il remporte le Calcio en tant que titulaire indiscutable, finissant meilleur gardien de Serie A.
Son premier semestre 2024 est perturbé par une blessure aux adducteurs puis à un doigt.
Régulier dans ses performances en début de saison 2024-2025 et écouté par ses coéquipiers dans le vestiaire, Maignan est désigné ponctuellement capitaine du Milan AC par l'entraîneur Paulo Fonseca en octobre lors de la réception de l'Udinese Calcio en Serie A. Alors que ce rôle est également tenu par Théo Hernandez ou Davide Calabria sous la direction de Fonseca, celui-ci est licencié à la fin du mois de décembre. Son successeur, Sérgio Conceição, décide de ne plus alterner le rôle de capitaine entre différents joueurs et attribue le brassard à Maignan. Il est critiqué en début d'année 2025 par la presse italienne pour s'être montré moins constant que lors des saisons précédentes. Il est en effet auteur de plusieurs erreurs dont une ayant scellé la défaite de son équipe en barrages aller de Ligue des champions face au Feyenoord Rotterdam (1-0),, l'AC Milan étant éliminé à l'issue du match retour après un match nul 1-1. En meilleure condition physique lors des mois suivants, ses performances s'améliorent. Il ne peut cependant éviter à son équipe d'être battue en finale de la Coupe d'Italie par Bologne (1-0). En juin, convoité par Chelsea, Maignan souhaite rejoindre le club anglais et ainsi disputer la Coupe du monde des clubs. L'AC Milan refuse une offre de transfert de 15 millions d'euros et le nouvel entraîneur Massimiliano Allegri indique au gardien français le vouloir dans son effectif pour 2025-2026.

### Équipe de France
Mike Maignan est convoqué pour la première fois en équipe de France le 21 mai 2019 pour un match contre la Bolivie puis enchaîne neuf convocations en 2019, sans pour autant entrer en jeu. Le 7 octobre 2020, il remplace Steve Mandanda à la mi-temps d'une rencontre amicale face à l'Ukraine (7-1) et honore ainsi sa première sélection.
Le 18 mai 2021, Mike Maignan est sélectionné par Didier Deschamps pour l'Euro 2021 en tant que deuxième gardien de l'équipe de France, derrière Hugo Lloris et devant Steve Mandanda. En octobre, il fait partie du groupe convoqués pour participer à la phase finale de Ligue des nations.
En septembre 2022, lors d'un match face à l'Autriche pour la Ligue des nations (victoire 2-0), il se blesse au mollet et est remplacé à la mi-temps par Alphonse Areola. À cause d'une rechute après cette blessure, il est absent de la liste de Didier Deschamps pour la Coupe du monde 2022 deux mois plus tard.
Après le Mondial, à la suite de la retraite internationale de Hugo Lloris, le sélectionneur le désigne gardien no 1 de l'équipe de France. Pour son premier match avec ce nouveau statut, il stoppe notamment un penalty de Memphis Depay contre les Pays-Bas (victoire 4-0) puis réalise un arrêt décisif en fin de match contre la république d'Irlande dans le cadre des éliminatoires de l'Euro 2024, évitant ainsi l'égalisation irlandaise (victoire 1-0).
En mai 2024, il figure dans une liste de 25 joueurs appelés par Didier Deschamps pour disputer l'Euro 2024. Il dispute en tant que titulaire sa première phase finale avec la sélection nationale. Utilisant un de ses points forts, il se distingue au cours du troisième match en arrêtant un pénalty de Robert Lewandowski face à la Pologne, mais le pénalty doit être retiré.
Il n’est ainsi le héros que pendant quelques secondes après avoir repoussé le penalty car l'assistance aux arbitres par vidéo a considéré que le gardien des Bleus n'avait pas au moins un pied sur sa ligne au moment de la frappe. Il est désigné par l'UEFA parmi l'équipe-type de la compétition (avec William Saliba et six joueurs espagnols notamment).
En mars 2025, il contribue à la qualification française pour la phase finale de la Ligue des nations en arrêtant en quart de finale contre la Croatie un penalty au match aller puis au match retour deux tentatives croates lors de la séance des tirs au but. En mai, il fait partie du groupe de 25 joueurs convoqués pour participer à la phase finale de Ligue des nations. Il est titulaire lors des deux rencontres disputées, la demi-finale perdue contre l'Espagne puis la finale pour la troisième place remportée deux buts à zéro contre l'Allemagne.

## Style de jeu
Il arrête un grand nombre de tirs au but depuis le tout début de sa carrière, ce qui en fait un spécialiste en la matière, d'où son surnom de « Magic Mike ».
C'est un gardien de but très complet : à l'aise dans le jeu aérien, décisif sur sa ligne comme en un contre un, précis dans ses passes, ses relances et ses dégagements.
Il est le meilleur gardien du championnat d'Italie de football 2021-2022 en termes de pourcentage de tirs arrêtés, de matchs sans encaisser de but, de buts encaissés en fonction du nombre de minutes jouées et de tirs arrêtés qui auraient dû battre le gardien.

## Statistiques
| Saison                | Club                  | Championnat           | Championnat | Championnat | Championnat | Coupe nationale | Coupe nationale | Coupe nationale | Coupe de la Ligue | Coupe de la Ligue | Coupe de la Ligue | Supercoupe | Supercoupe | Supercoupe | Compétition(s) continentale(s) | Compétition(s) continentale(s) | Compétition(s) continentale(s) | Compétition(s) continentale(s) | Total | Total | Total |
| Saison                | Club                  | Division              | M.          | B.          | P.d.        | M.              | B.              | P.d.            | M.                | B.                | P.d.              | M.         | B.         | P.d.       | Comp.                          | M.                             | B.                             | P.d.                           | M.    | B.    | P.d.  |
| 2015-2016             | LOSC Lille            | Ligue 1               | 4           | 0           | 0           | -               | -               | -               | 1                 | 0                 | 0                 | -          | -          | -          | -                              | -                              | -                              | -                              | 5     | 0     | 0     |
| 2016-2017             | LOSC Lille            | Ligue 1               | 7           | 0           | 0           | 4               | 0               | -               | 1                 | 0                 | 0                 | -          | -          | -          | C3                             | -                              | -                              | -                              | 12    | 0     | 0     |
| 2017-2018             | LOSC Lille            | Ligue 1               | 34          | 0           | 0           | 1               | 0               | 0               | 1                 | 0                 | 0                 | -          | -          | -          | -                              | -                              | -                              | -                              | 36    | 0     | 0     |
| 2018-2019             | LOSC Lille            | Ligue 1               | 38          | 0           | 0           | 3               | 0               | 0               | 1                 | 0                 | 0                 | -          | -          | -          | -                              | -                              | -                              | -                              | 42    | 0     | 0     |
| 2019-2020             | LOSC Lille            | Ligue 1               | 28          | 0           | 0           | 3               | 0               | 0               | -                 | -                 | -                 | -          | -          | -          | C1                             | 6                              | 0                              | 0                              | 37    | 0     | 0     |
| 2020-2021             | LOSC Lille            | Ligue 1               | 38          | 0           | 0           | 2               | 0               | 0               | -                 | -                 | -                 | -          | -          | -          | C3                             | 8                              | 0                              | 0                              | 48    | 0     | 0     |
| Sous-total            | Sous-total            | Sous-total            | 149         | 0           | 0           | 13              | 0               | 0               | 4                 | 0                 | 0                 | -          | -          | -          | -                              | 14                             | 0                              | 0                              | 180   | 0     | 0     |
| 2021-2022             | AC Milan              | Serie A               | 32          | 0           | 1           | 4               | 0               | 0               | -                 | -                 | -                 | -          | -          | -          | C1                             | 3                              | 0                              | 0                              | 39    | 0     | 1     |
| 2022-2023             | AC Milan              | Serie A               | 22          | 0           | 1           | -               | -               | -               | -                 | -                 | -                 | -          | -          | -          | C1                             | 7                              | 0                              | 0                              | 29    | 0     | 1     |
| 2023-2024             | AC Milan              | Serie A               | 29          | 0           | 1           | 1               | 0               | 0               | -                 | -                 | -                 | -          | -          | -          | C1+C3                          | 6+6                            | 0                              | 0                              | 42    | 0     | 1     |
| 2024-2025             | AC Milan              | Serie A               | 37          | 0           | 0           | 4               | 0               | 0               | -                 | -                 | -                 | 2          | 0          | 0          | C1                             | 10                             | 0                              | 0                              | 53    | 0     | 0     |
| 2025-2026             | AC Milan              | Serie A               | -           | -           | -           | 1               | 0               | 0               | -                 | -                 | -                 | -          | -          | -          | -                              | -                              | -                              | -                              | 1     | 0     | 0     |
| Sous-total            | Sous-total            | Sous-total            | 120         | 0           | 3           | 10              | 0               | 0               | -                 | -                 | -                 | 2          | 0          | 0          | -                              | 32                             | 0                              | 0                              | 164   | 0     | 3     |
| Total sur la carrière | Total sur la carrière | Total sur la carrière | 269         | 0           | 3           | 23              | 0               | 0               | 4                 | 0                 | 0                 | 2          | 0          | 0          | -                              | 46                             | 0                              | 0                              | 344   | 0     | 3     |

### En sélections nationales
| Saison                | Sélection             | Phases finales              | Phases finales | Phases finales | Éliminatoires | Éliminatoires | Ligue des nations | Ligue des nations | Matchs amicaux | Matchs amicaux | Total | Total |
| Saison                | Sélection             | Compétition                 | M              | B              | M             | B             | M                 | B                 | M              | B              | M     | B     |
| --------------------- | --------------------- | --------------------------- | -------------- | -------------- | ------------- | ------------- | ----------------- | ----------------- | -------------- | -------------- | ----- | ----- |
| 2020-2021             | France                | Euro 2020                   | -              | -              | -             | -             | -                 | -                 | 1              | 0              | 1     | 0     |
| 2021-2022             | France                | Ligue des nations 2020-2021 | -              | -              | -             | -             | 2                 | 0                 | 1              | 0              | 3     | 0     |
| 2022-2023             | France                | -                           | -              | -              | 3             | 0             | 1                 | 0                 | -              | -              | 4     | 0     |
| 2023-2024             | France                | Euro 2024                   | 6              | 0              | 3             | 0             | -                 | -                 | 5              | 0              | 14    | 0     |
| 2024-2025             | France                | Ligue des nations 2024-2025 | 2              | 0              | -             | -             | 8                 | 0                 | -              | -              | 10    | 0     |
| Total sur la carrière | Total sur la carrière | Total sur la carrière       | 8              | 0              | 6             | 0             | 11                | 0                 | 7              | 0              | 32    | 0     |

### Liste des matchs internationaux
| Matchs internationaux de Mike Maignan | Matchs internationaux de Mike Maignan | Matchs internationaux de Mike Maignan               | Matchs internationaux de Mike Maignan | Matchs internationaux de Mike Maignan | Matchs internationaux de Mike Maignan | Matchs internationaux de Mike Maignan                             |
|                                       | Date                                  | Lieu                                                | Adversaire                            | Résultat                              | Compétition                           | Notes                                                             |
| ------------------------------------- | ------------------------------------- | --------------------------------------------------- | ------------------------------------- | ------------------------------------- | ------------------------------------- | ----------------------------------------------------------------- |
| 1.                                    | 7 octobre 2020                        | Stade de France, Saint-Denis, France                | Ukraine                               | 7 - 1                                 | Match amical                          | Entre en jeu à la place de Steve Mandanda à la 46e minute de jeu. |
| 2.                                    | 29 mars 2022                          | Stade Pierre-Mauroy, Villeneuve-d'Ascq, France      | Afrique du Sud                        | 5 - 0                                 | Match amical                          | Titulaire.                                                        |
| 3.                                    | 6 juin 2022                           | Stade Poljud, Split, Croatie                        | Croatie                               | 1 - 1                                 | Ligue des nations 2022-2023           | Titulaire.                                                        |
| 4.                                    | 13 juin 2022                          | Stade de France, Saint-Denis, France                | Croatie                               | 0 - 1                                 | Ligue des nations 2022-2023           | Titulaire.                                                        |
| 5.                                    | 22 septembre 2022                     | Stade de France, Saint-Denis, France                | Autriche                              | 2 - 0                                 | Ligue des nations 2022-2023           | Titulaire et remplacé par Alphonse Areola à la 46e minute de jeu. |
| 6.                                    | 24 mars 2023                          | Stade de France, Saint-Denis, France                | Pays-Bas                              | 4 - 0                                 | Éliminatoires de l'Euro 2024          | Titulaire.                                                        |
| 7.                                    | 27 mars 2023                          | Aviva Stadium, Dublin, Irlande                      | République d'Irlande                  | 0 - 1                                 | Éliminatoires de l'Euro 2024          | Titulaire.                                                        |
| 8.                                    | 19 juin 2023                          | Stade de France, Saint-Denis, France                | Grèce                                 | 1 - 0                                 | Éliminatoires de l'Euro 2024          | Titulaire.                                                        |
| 9.                                    | 7 septembre 2023                      | Parc des Princes, Paris, France                     | République d'Irlande                  | 2 - 0                                 | Éliminatoires de l'Euro 2024          | Titulaire.                                                        |
| 10.                                   | 12 septembre 2023                     | Signal Iduna Park, Dortmund, Allemagne              | Allemagne                             | 2 - 1                                 | Match amical                          | Titulaire.                                                        |
| 11.                                   | 13 octobre 2023                       | Johan Cruyff Arena, Amsterdam, Pays-Bas             | Pays-Bas                              | 1 - 2                                 | Éliminatoires de l'Euro 2024          | Titulaire.                                                        |
| 12.                                   | 17 octobre 2023                       | Stade Pierre-Mauroy, Villeneuve-d'Ascq, France      | Écosse                                | 4 - 1                                 | Match amical                          | Titulaire.                                                        |
| 13.                                   | 18 novembre 2023                      | Allianz Riviera, Nice, France                       | Gibraltar                             | 14 - 0                                | Éliminatoires de l'Euro 2024          | Titulaire.                                                        |
| 14.                                   | 26 mars 2024                          | Stade Vélodrome, Marseille, France                  | Chili                                 | 3 - 2                                 | Match amical                          | Titulaire.                                                        |
| 15.                                   | 5 juin 2024                           | Stade Saint-Symphorien, Longeville-lès-Metz, France | Luxembourg                            | 3 - 0                                 | Match amical                          | Titulaire.                                                        |
| 16.                                   | 9 juin 2024                           | Matmut Atlantique, Bordeaux, France                 | Canada                                | 0 - 0                                 | Match amical                          | Titulaire.                                                        |
| 17.                                   | 17 juin 2024                          | Düsseldorf Arena, Düsseldorf, Allemagne             | Autriche                              | 0 - 1                                 | Euro 2024                             | Titulaire.                                                        |
| 18.                                   | 21 juin 2024                          | Stade de Leipzig, Leipzig, Allemagne                | Pays-Bas                              | 0 - 0                                 | Euro 2024                             | Titulaire.                                                        |
| 19.                                   | 25 juin 2024                          | BVB Stadion Dortmund, Dortmund, Allemagne           | Pologne                               | 1 - 1                                 | Euro 2024                             | Titulaire.                                                        |
| 20.                                   | 1er juillet 2024                      | Düsseldorf Arena, Düsseldorf, Allemagne             | Belgique                              | 1 - 0                                 | Euro 2024                             | Titulaire.                                                        |
| 21.                                   | 5 juillet 2024                        | Volksparkstadion, Hambourg, Allemagne               | Portugal                              | 0 - 0 3-5 t.a.b                       | Euro 2024                             | Titulaire.                                                        |
| 22.                                   | 9 juillet 2024                        | Munich Football Arena, Munich, Allemagne            | Espagne                               | 2 - 1                                 | Euro 2024                             | Titulaire.                                                        |
| 23.                                   | 6 septembre 2024                      | Parc des Princes, Paris, France                     | Italie                                | 1 - 3                                 | Ligue des nations 2024-2025           | Titulaire.                                                        |
| 24.                                   | 9 septembre 2024                      | Parc Olympique lyonnais, Décines-Charpieu, France   | Belgique                              | 2 - 0                                 | Ligue des nations 2024-2025           | Titulaire.                                                        |
| 25.                                   | 10 octobre 2024                       | Bozsik Aréna, Budapest, Hongrie                     | Israël                                | 1 - 4                                 | Ligue des nations 2024-2025           | Titulaire.                                                        |
| 26.                                   | 14 octobre 2024                       | Stade Roi Baudouin, Bruxelles, Belgique             | Belgique                              | 1 - 2                                 | Ligue des nations 2024-2025           | Titulaire.                                                        |
| 27.                                   | 14 novembre 2024                      | Stade de France, Saint-Denis, France                | Israël                                | 0 - 0                                 | Ligue des nations 2024-2025           | Titulaire.                                                        |
| 28.                                   | 17 novembre 2024                      | Stade San Siro, Milan, Italie                       | Italie                                | 1 - 3                                 | Ligue des nations 2024-2025           | Titulaire.                                                        |
| 29.                                   | 20 mars 2025                          | Stade de Poljud, Split, Croatie                     | Croatie                               | 2 - 0                                 | Ligue des nations 2024-2025           | Titulaire.                                                        |
| 30.                                   | 23 mars 2025                          | Stade de France, Saint-Denis, France                | Croatie                               | 2 - 0 5-4 t.a.b                       | Ligue des nations 2024-2025           | Titulaire.                                                        |
| 31.                                   | 5 juin 2025                           | MHPArena, Stuttgart, Allemagne                      | Espagne                               | 5 - 4                                 | Ligue des nations 2024-2025           | Titulaire.                                                        |
| 32.                                   | 8 juin 2025                           | MHPArena, Stuttgart, Allemagne                      | Allemagne                             | 0 - 2                                 | Ligue des nations 2024-2025           | Titulaire.                                                        |

## Palmarès
Formé au Paris Saint-Germain, Mike Maignan fait ses débuts professionnels au Lille OSC avec qui il est champion de France en 2021, un an après avoir été vice-champion.
Parti ensuite à l'AC Milan, il est champion d'Italie dès sa première saison au club avant d'être vice-champion en 2024 et remporter la Supercoupe d'Italie la même année. La saison suivante, il est finaliste de la Coupe d'Italie.
En équipe de France, il a été sélectionné pour l'Euro 2020 et 2024 et a également remporté la Ligue des nations en 2021.
| Lille OSC (1)                                           | AC Milan (2) | Équipe de France (1)                                           |
| ------------------------------------------------------- | --- | -------------------------------------------------------------- |
| - Ligue 1 (1): - Champion : 2021 - Vice-champion : 2020 | - Serie A (1) : - Champion : 2022 - Vice-champion : 2024 - Coupe d'Italie - Finaliste : 2025 - Supercoupe d'Italie (1) : - Vainqueur : 2024 | - Ligue des nations (1): - Vainqueur : 2021 - Troisième : 2025 |

### Distinctions personnelles
- 25e au Ballon d'or 2022
- Meilleur gardien de Ligue 1 aux trophées UNFP du football 2019.
- Membre de l'équipe-type aux trophées UNFP du football 2019.
- Meilleur gardien de Serie A en 2022[38].
- Membre de l’équipe-type de Serie A en 2022 et 2023.
- Membre de l'équipe type de l'Euro 2024[39].